# 芽衣
芽衣（めい、10月24日 - ）は、日本の女性声優。岡山県出身。アーツビジョン所属。

## 略歴
日本ナレーション演技研究所出身。

## 人物
趣味・特技にはカラオケ、映画鑑賞、ピアノ、読書、菓子作りをそれぞれ挙げている。

## 出演
太字はメインキャラクター。

### テレビアニメ
2017年
- ACCA13区監察課（モズ、ウォーブラーの恋人、ニーノ〈子供時代〉）
- 妖怪ウォッチ（2017年 - 2018年、なお君のママ、Mr.スコップ、店員）
- セントールの悩み（嶋千鳥）
- 鬼灯の冷徹（子供）
- ラブライブ!サンシャイン!!（女子生徒）

2018年
- 妖怪ウォッチ シャドウサイド（少年B、少年A、真千子、パンジー、女児 他）
- パズドラ（マサシ）
- クレヨンしんちゃん（2018年 - 2021年、園児、生徒C）

2019年
- ヴィンランド・サガ（子供）
- あんさんぶるスターズ!（観客）
- フルーツバスケット（子供）
- Z/X Code reunion（キャノンシェル）

2020年
- いわかける! - Sport Climbing Girls -（女性B、子供C）

2021年
- ゾンビランドサガ リベンジ（事務員）
- 憂国のモリアーティ（女貴族）

2024年
- 夏目友人帳 漆（少年）

### 劇場アニメ
- ひるね姫 〜知らないワタシの物語〜（2017年）

### Webアニメ
- ニクいよっ!カルビくん（2019年、テッチャン[5]、骨付きカルビくん[5]）

### ゲーム
2005年
- 合成RPG 魔女のニーナとツチクレの戦士
- 天空のクラフトフリート（マリー、ビビ、リッキー、シクル）

2017年
- 妖怪ウォッチ3 スシ/テンプラ/スキヤキ（Mr.スコップ）
- 妖怪ウォッチバスターズ2 秘宝伝説バンバラヤー ソード/マグナム（Mr.スコップ、ドヤガリ族）
- 妖怪ウォッチ ぷにぷに（Mr.スコップ、ドヤガリ族）

2022年
- プリンセスコネクト!Re:Dive トライバルスピリッツ 掲げる剣と誇りの架け橋（案内役、ウサギ族）

### 吹き替え

#### ドラマ
- GOTHAM/ゴッサム シーズン4
- ジ・アメリカンズ
- 高い城の男
- マッドメン シーズン4
- 名探偵ポワロ
- Major Crimes 〜重大犯罪課 シーズン3・4
- レイブンのウチはチョー大変! シーズン2

#### アニメ
- ドラゴン王子（エズラン〈サーシャ・ロジェン〉[6][7]）

#### テレビ番組
- プロジェクト・ランウェイ シーズン15

### オーディオブック
- 糸車（2019年[8]、鰍売りの少年[9]）

### ラジオ
※はインターネット配信。
- 東京トーカー（2023年 - 、渋谷クロスFM※）レギュラーパーソナリティ[10][11]

### テレビ番組
- ファンファンキティ!（2020年、テレビ東京） - かぶきにゃんたろうの声